# The Unforgettable Fire
The Unforgettable Fire je čtvrté studiové album irské rockové skupiny U2, které vyšlo v říjnu 1984. Skupina si najala Briana Ena a Daniela Lanoise jako producenty a pomocníky, protože chtěla experimentovat s více ambientním a abstraktním zvukem. Změna hudebního stylu, která díky tomu nastala, byla velmi výrazná.
Nahrávání začalo v květnu 1984 na hradu Slane, kde kapela žila a hledala novou inspiraci. Album bylo dokončeno ve Windmill Lane Studios. Dvě písně textem vzdávají hold Martinu Lutheru Kingovi. The Unforgettable Fire získalo dobrá hodnocení od kritiků a objevily se v něm tehdy největší hit kapely "Pride (In the Name of Love)" a "Bad", což je píseň o závislosti na heroinu.

## Seznam skladeb
1. "A Sort of Homecoming" - 5:28
2. "Pride (In the Name of Love)" - 3:48
3. "Wire" - 4:19
4. "The Unforgettable Fire" - 4:55
5. "Promenade" - 2:35
6. "4th of July" - 2:12
7. "Bad" - 6:09
8. "Indian Summer Sky" - 4:17
9. "Elvis Presley and America" - 6:23
10. "MLK" - 2:31

Celková délka: 42:38